# Кастелново Бариано
Кастелно̀во Бариа̀но (на италиански и на венециански: Castelnovo Bariano) е малко градче и община в Северна Италия, провинция Ровиго, регион Венето. Разположено е на 12 m надморска височина. Населението на общината е 2931 души (към 2012 г.).